# Luis H. Salgado
Luis Humberto Salgado (Cayambe 1903-Quito 1977) est un compositeur équatorien, considéré comme l'un des plus influents de son pays.

## Biographie
Luis Humberto Salgado, plus connu sous le nom de Luis H. Salgado, apprit la musique avec son père le compositeur Francisco Salgado qui fut lui-même élève du compositeur italien Domenico Brescia, propagateur du nationalisme au Chili et en Équateur avant d'immigrer aux États-Unis. Luis H. Salgado, quant à lui, n'étudia jamais auprès de Brescia. Dans les années 1920 à Quito, il joua du piano pour le cinéma muet avant de travailler comme critique musical, enseignant, chef d'orchestre et de chœurs. Il fut par ailleurs nommé à deux reprises Directeur du Conservatoire National de Musique.
Dans son essai intitulé Música vernácula ecuatoriana (micro estudio) il écrivit au sujet de la création d'une forme nationale qu'il baptisa Symphonie Équatorienne. Au sein de cette nouvelle forme, il remplaça le schéma classique de la symphonie (Allegro - Larghetto - Allegretto Scherzo - Allegro Vivace) par une séquence de danses équatoriennes :
Symphonie Équatorienne
I Sanjuanito
II Yaraví
III Danzante
IV Albazo, Aire típico or Alza
Luis Humberto Salgado fut la figure dominante de sa génération. Un fort sentiment nationaliste se dégage de sa suite Atahualpa (1933), sa Suite chorégraphique (1946), ainsi que des ballets El amaño (1947) et El Dios Tumbal (1952). Salgado écrivit également deux opéras, Cumandá (1940, rev. 1954[pas clair]) et Eunice (1956-1957), qui ne furent jamais représentés. Comme en témoigne la variété stylistique de ses huit symphonies, Salgado ne fut pas exclusivement nationaliste. À la fin de sa vie il s'essaya à l'atonalité et au dodécaphonisme.
En dehors des deux opéras fréquemment mentionnés par certains musicologues, Salgado composa neuf symphonies, sept concertos, trois ballets, deux autres opéras et un opéra-ballet. « Luis Humberto Salgado fut un compositeur prolifique. » Il faut ajouter que Salgado le nationaliste fut aussi moderniste : peu après ses 40 ans, il s'initia aux techniques modernes de composition, notamment celles inspirées par Hindemith et surtout Schoenberg. De cette époque date Sanjuanito futurista (1944).

## Œuvres
| Année            | Œuvre | Description       |
| ---------------- | --- | ----------------- |
| 1933             | Atahualpa o el ocaso de un Imperio (orchestre symphonique)                                                | orchestre         |
| 1934             | Ensueño de amor                                                                                           | opérette          |
| 1936             | Canto de Libertad                                                                                         | ballet            |
| 1937             | Andante pour violon et orchestre                                                                          | orchestre         |
| 1940 (rev. 1954) | Cumandá                                                                                                   | opéra             |
| 1941             | La consagración de las vírgenes del Sol - Concerto pour piano & orchestre                                 | orchestre         |
| 1944             | Sanjuanito Futurista (micro dance pour piano)                                                             | solo (piano)      |
| 1944             | Cantata amerindia                                                                                         | vocal             |
| 1945             | Alma nativa                                                                                               | vocal             |
| 1947             | El Páramo (Preludio Andino-Ecuatoriano)                                                                   |                   |
| 1947             | Alejandría la pagana, mélodrame                                                                           | orchestre         |
| 1946             | Suite Coregráfica                                                                                         | ballet            |
| 1947             | El Amaño                                                                                                  | ballet            |
| 1947             | Qué lindo es el cariño (sanjuanito)                                                                       | chanson           |
| 1947             | Quiteño de Quito (pasacalle)                                                                              | chanson           |
| 1948             | Concierto fantasía en estilo nacional pour piano & orchestre                                              | orchestre         |
| 1948             | Variaciones en estilo folclórico                                                                          | orchestre         |
| 1949             | Día de Corpus                                                                                             | opéra-ballet      |
| 1949             | Première Symphonie, "Andina" en Sol mineur (révisé en 1972 et rebaptisée Sinfonía de Ritmos Vernaculares) | orchestre         |
| 1949             | Sismo (poème symphonique)                                                                                 | orchestre         |
| 1950             | Pieza característica                                                                                      | orchestre         |
| 1952             | El Dios Tumbal                                                                                            | ballet            |
| 1953             | Concierto para violín y orquesta in E Major                                                               | orchestre         |
| 1953             | Seconde Symphonie, "Sintética no 1", en Re mineur                                                         | orchestre         |
| 1955             | Troisième Symphonie, "sur un thème Rococo: A-D-H-G-E", en Re Majeur                                       | orchestre         |
| 1957             | Quatrième Symphonie, "Equatorienne", en Re Majeur                                                         | orchestre         |
| 1957             | Eunice | opéra             |
| 1958             | Cinquième Symphonie, "Neo-Romantique"                                                                     | orchestre         |
| 1959             | Homenaje a la danza criolla (poème symphonique)                                                           | orchestre         |
| 1961             | Aidita | vocal             |
| 1961             | El Centurión                                                                                              | opéra             |
| 1963             | Concierto para piano y obligado de arpa                                                                   | orchestre         |
| 1966             | Misa Solemne en Re Mayor (en cinq mouvements)                                                             | choir & orchestre |
| 1966             | Misa Solemne (en quatre mouvements)                                                                       | chœur & orchestre |
| 1968             | Sixième Symphonie", Para cuerdas y timbales                                                               | orchestre         |
| 1968             | Concierto para corno y orquesta                                                                           | orchestre         |
| 1969             | Suite ecuatoriana                                                                                         | orchestre         |
| 1969             | Ferviente anhelo (pasillo)                                                                                | chanson           |
| 1970             | Septième Symphonie, dédiée a Beethoven, en Mi mineur                                                      | orchestre         |
| 1971             | El Tribuno                                                                                                | opéra             |
| 1972             | Huitième Symphonie, en Mi mineure, dedicada al Sesquicentenario de la Batalla de Pichincha                | orchestre         |
| 1975             | Concierto para violoncello y orquesta                                                                     | orchestre         |
| 1976             | Concierto ecuatoriano para guitarra y orquesta                                                            | orchestre         |
| 1977             | Neuvième Symphonie, "Sintética no 2", en Re Majeur                                                        | orchestre         |

## Écrits
- Salgado, Luis H. Música vernácula ecuatoriana (Microestudio), publié en 1952 par Casa de la Cultura Ecuatoriana.
- Salgado, Luis H. Proyecciones de la música contemporánea, publié en septembre 1960 par Ritmo de Madrid, Espagne.